# San Ponso
San Ponso (en français Saint-Pons) est une commune italienne de la ville métropolitaine de Turin dans la région Piémont en Italie.

## Administration
| Période                                  | Période | Identité        | Étiquette | Qualité |
| ---------------------------------------- | ------- | --------------- | --------- | ------- |
|                                          |         | Ornella Moretto |           |         |
| Les données manquantes sont à compléter. |         |                 |           |         |

### Communes limitrophes
Valperga, Salassa, Pertusio, Rivara, Busano, Oglianico